# 義膽紅唇
《義膽紅唇》是1988年新藝城出品的一部香港警匪片，由孫仲執導，狄龍、周潤發、恬妞、徐少強主演。

## 故事大纲
李志超（周润发）与周强（狄龙）除了是一对任职警界的同事之外，更是多年的好朋友。十年前，强与搭档何家鼎（李家鼎）将毒贩姚达（徐少强）绳之于法。达在狱中指使手下向鼎狠下毒手，强知悉后前往向达找晦气，也不能幸免先是遭受纪律处分，后更被达指派的杀手伏击。强虽然侥幸逃脱，但家人却难逃一死独剩一子受重伤。超本替强出头，向达之干爹提出希望二人之间可以大事化小。但经此一役，加上发现自己爱上的女人Penny（恬妞）原来是达的女朋友。超体会到一定要因人而仁，因人而暴，绝不可墨守成规，遂决定与独自前往找达报仇，强极力阻止不了。最后，心狠手辣的达杀死了Penny，强在重要关头及时赶到与超合力一同杀死达。最后，强与超因被好大喜功的上司刻意控以杀死姚达、殴打上司及贩卖军火等罪名，分别判刑十年和七年（姚达杀死强全家证据确凿，警方已全力逮捕、好大喜功的胡Sir阻止两人前往找达报仇，被两人殴打及超查获达藏军火处，但被胡Sir发现）。

## 演員
| 演員   | 角色   | 粵語配音 | 備註                       |
| 狄龍   | 周強   | 朱子聰   | 警員性格衝動火爆，疾惡如仇 |
| 周潤發 | 李志超 | 周潤發   | 談判專家                   |
| 恬妞   | 佩妮   | 盧素娟   | 姚達未婚妻，鍾情志超       |
| 徐少強 | 姚達   | 徐少強   | 毒犯                       |
| 韓馬利 | 周強妻 |          |                            |
| 杜麗莎 | 余斯文 | 龍寶鈿   | 志超相睇對象               |
| 羅烈   | 權叔   | 金貴     | 佩妮舅父，幫會老大         |
| 李家鼎 | 何Sir  | 陳永信   | 警察                       |
| 周文健 | 波比   | 陳永信   | 毒犯                       |
| 王俊棠 | 胡Sir  | 盧雄     | 周強上司                   |
| 仇皓賢 | 毒犯   |          |                            |
| 羅青浩 | 毒犯   | 陳永信   |                            |
| 麥德羅 | 毒犯   |          |                            |
| 陳志輝 | 毒犯   | 賈鳳悟   |                            |
| 小妖   | 童黨   |          |                            |
| 梁十一 | 童黨   |          |                            |

## 外部連結
- 互联网电影数据库（IMDb）上《義膽紅唇》的资料（英文）